# Reprezentacja Grecji w koszykówce mężczyzn
Reprezentacja Grecji w koszykówce mężczyzn – drużyna, która reprezentuje Grecję w koszykówce mężczyzn. Za jej funkcjonowanie odpowiedzialny jest Grecki Związek Koszykówki – Ελληνική Ομοσπονδία Καλαθοσφαίρισης. Grecja została członkiem FIBA w 1932.

## Osiągnięcia

### Medale
| Impreza                                   | Złoto | Srebro | Brąz | Razem |
| Mistrzostwa świata                        | 0     | 1      | 0    | 1     |
| Mistrzostwa Europy                        | 2     | 1      | 2    | 5     |
| Igrzyska śródziemnomorskie                | 1     | 4      | 3    | 8     |
| Kontynentalny Puchar Mistrzów Stankovicia | 1     | 0      | 0    | 1     |
| Razem                                     | 4     | 6      | 5    | 15    |
| ----------------------------------------- | ----- | ------ | ---- | ----- |

### Wyróżnienie indywidualne
- MVP Eurobasketu
  - Nikos Galis – 1987
- Skład najlepszych zawodników mistrzostw świata
  - Teodoros Papalukas – 2006
- Skład najlepszych zawodników mistrzostw Europy
  - Nikos Galis – 1983, 1987, 1989, 1991
  - Panajotis Fasulas – 1987
  - Fanis Christodulu – 1993, 1995
  - Dimitris Diamandidis – 2005
  - Teodoros Papalukas – 2005
  - Wasilis Spanulis – 2009
- Lider punktowy mistrzostw świata
  - Nikos Galis – 1986
- Lider punktowy Eurobasketu
  - Jeorjos Kolokitas – 1967, 1969
  - Nikos Galis – 1983, 1987, 1989, 1991
- Lider Eurobasketu w asystach
  - Dimitris Diamantidis – 2005

## Bilanse poszczególnych imprez
| Mistrzostwa świata | Mistrzostwa świata      | Mistrzostwa świata      | Mistrzostwa świata      | Mistrzostwa świata      |    | Kwalifikacje | Kwalifikacje | Kwalifikacje |
| Rok                | Pozycja                 | M                       | W                       | P                       | M  | W            | P            |              |
| ------------------ | ----------------------- | ----------------------- | ----------------------- | ----------------------- | -- | ------------ | ------------ | ------------ |
| 1950               | Nie zakwalifikowała się | Nie zakwalifikowała się | Nie zakwalifikowała się | Nie zakwalifikowała się |    |              |              |              |
| 1954               | Nie zakwalifikowała się | Nie zakwalifikowała się | Nie zakwalifikowała się | Nie zakwalifikowała się |    |              |              |              |
| 1959               | Nie zakwalifikowała się | Nie zakwalifikowała się | Nie zakwalifikowała się | Nie zakwalifikowała się |    |              |              |              |
| 1963               | Nie zakwalifikowała się | Nie zakwalifikowała się | Nie zakwalifikowała się | Nie zakwalifikowała się |    |              |              |              |
| 1967               | Nie zakwalifikowała się | Nie zakwalifikowała się | Nie zakwalifikowała się | Nie zakwalifikowała się |    |              |              |              |
| 1970               | Nie zakwalifikowała się | Nie zakwalifikowała się | Nie zakwalifikowała się | Nie zakwalifikowała się |    |              |              |              |
| 1974               | Nie zakwalifikowała się | Nie zakwalifikowała się | Nie zakwalifikowała się | Nie zakwalifikowała się |    |              |              |              |
| 1978               | Nie zakwalifikowała się | Nie zakwalifikowała się | Nie zakwalifikowała się | Nie zakwalifikowała się |    |              |              |              |
| 1982               | Nie zakwalifikowała się | Nie zakwalifikowała się | Nie zakwalifikowała się | Nie zakwalifikowała się |    |              |              |              |
| 1986               | 10                      | 10                      | 4                       | 6                       | 6  | 4            | 2            |              |
| 1990               | 6                       | 8                       | 4                       | 4                       |    |              |              |              |
| 1994               | 4                       | 8                       | 4                       | 4                       |    |              |              |              |
| 1998               | 4                       | 9                       | 5                       | 4                       |    |              |              |              |
| 2002               | Nie zakwalifikowała się | Nie zakwalifikowała się | Nie zakwalifikowała się | Nie zakwalifikowała się |    |              |              |              |
| 2006               |                         | 9                       | 8                       | 1                       |    |              |              |              |
| 2010               | 11                      | 6                       | 3                       | 3                       |    |              |              |              |
| 2014               | 9                       | 6                       | 5                       | 1                       |    |              |              |              |
| 2019               | 11                      | 5                       | 3                       | 2                       | 12 | 11           | 1            |              |
| 2023               |                         |                         |                         |                         |    |              |              |              |
| Razem              | 8/18                    | 61                      | 36                      | 25                      | 18 | 15           | 3            |              |

| Igrzyska olimpijskie | Igrzyska olimpijskie    | Igrzyska olimpijskie    | Igrzyska olimpijskie    | Igrzyska olimpijskie    |    | Kwalifikacje | Kwalifikacje | Kwalifikacje |
| Rok                  | Pozycja                 | M                       | W                       | P                       | M  | W            | P            |              |
| -------------------- | ----------------------- | ----------------------- | ----------------------- | ----------------------- | -- | ------------ | ------------ | ------------ |
| 1936                 | Nie uczestniczyła       | Nie uczestniczyła       | Nie uczestniczyła       | Nie uczestniczyła       |    |              |              |              |
| 1948                 | Nie uczestniczyła       | Nie uczestniczyła       | Nie uczestniczyła       | Nie uczestniczyła       |    |              |              |              |
| 1952                 | 17                      | 3                       | 1                       | 2                       |    |              |              |              |
| 1956                 | Nie zakwalifikowała się | Nie zakwalifikowała się | Nie zakwalifikowała się | Nie zakwalifikowała się | 6  | 3            | 3            |              |
| 1960                 | Nie zakwalifikowała się | Nie zakwalifikowała się | Nie zakwalifikowała się | Nie zakwalifikowała się |    |              |              |              |
| 1964                 | Nie zakwalifikowała się | Nie zakwalifikowała się | Nie zakwalifikowała się | Nie zakwalifikowała się | 8  | 4            | 4            |              |
| 1968                 | Nie zakwalifikowała się | Nie zakwalifikowała się | Nie zakwalifikowała się | Nie zakwalifikowała się | 8  | 3            | 5            |              |
| 1972                 | Nie zakwalifikowała się | Nie zakwalifikowała się | Nie zakwalifikowała się | Nie zakwalifikowała się | 10 | 4            | 6            |              |
| 1976                 | Nie zakwalifikowała się | Nie zakwalifikowała się | Nie zakwalifikowała się | Nie zakwalifikowała się |    |              |              |              |
| 1980                 | Nie zakwalifikowała się | Nie zakwalifikowała się | Nie zakwalifikowała się | Nie zakwalifikowała się | 4  | 2            | 2            |              |
| 1984                 | Nie zakwalifikowała się | Nie zakwalifikowała się | Nie zakwalifikowała się | Nie zakwalifikowała się | 9  | 5            | 4            |              |
| 1988                 | Nie zakwalifikowała się | Nie zakwalifikowała się | Nie zakwalifikowała się | Nie zakwalifikowała się | 9  | 6            | 3            |              |
| 1992                 | Nie zakwalifikowała się | Nie zakwalifikowała się | Nie zakwalifikowała się | Nie zakwalifikowała się | 5  | 3            | 2            |              |
| 1996                 | 5                       | 8                       | 5                       | 3                       |    |              |              |              |
| 2000                 | Nie zakwalifikowała się | Nie zakwalifikowała się | Nie zakwalifikowała się | Nie zakwalifikowała się |    |              |              |              |
| 2004                 | 5                       | 7                       | 4                       | 3                       |    |              |              |              |
| 2008                 | 5                       | 6                       | 3                       | 3                       | 4  | 4            | 0            |              |
| 2012                 | Nie zakwalifikowała się | Nie zakwalifikowała się | Nie zakwalifikowała się | Nie zakwalifikowała się | 3  | 2            | 1            |              |
| 2016                 | Nie zakwalifikowała się | Nie zakwalifikowała się | Nie zakwalifikowała się | Nie zakwalifikowała się | 3  | 2            | 1            |              |
| 2020                 | Nie zakwalifikowała się | Nie zakwalifikowała się | Nie zakwalifikowała się | Nie zakwalifikowała się | 4  | 2            | 2            |              |
| Razem                | 4/20                    | 24                      | 13                      | 11                      | 73 | 40           | 33           |              |

| Rok             | Pozycja |
| --------------- | ------- |
| Egipt 1951      | 4       |
| Hiszpania 1955  |         |
| Tunezja 1967    | 4       |
| Turcja 1971     |         |
| Algeria 1975    | 5       |
| Jugosławia 1979 |         |
| Maroko 1983     | 4       |
| Syria 1987      |         |
| Grecja 1991     |         |
| Francja 1993    | 4       |
| Włochy 1997     | 4       |
| Tunezja 2001    |         |
| Hiszpania 2005  |         |
| Włochy 2009     |         |
| Razem           | 14/16   |

| EuroBasket | EuroBasket              | EuroBasket              | EuroBasket              | EuroBasket              |     | Kwalifikacje | Kwalifikacje | Kwalifikacje |
| Rok        | Pozycja                 | M                       | W                       | P                       | M   | W            | P            |              |
| ---------- | ----------------------- | ----------------------- | ----------------------- | ----------------------- | --- | ------------ | ------------ | ------------ |
| 1935       | Nie uczestniczyła       | Nie uczestniczyła       | Nie uczestniczyła       | Nie uczestniczyła       |     |              |              |              |
| 1937       | Nie uczestniczyła       | Nie uczestniczyła       | Nie uczestniczyła       | Nie uczestniczyła       |     |              |              |              |
| 1939       | Nie uczestniczyła       | Nie uczestniczyła       | Nie uczestniczyła       | Nie uczestniczyła       |     |              |              |              |
| 1946       | Nie uczestniczyła       | Nie uczestniczyła       | Nie uczestniczyła       | Nie uczestniczyła       |     |              |              |              |
| 1947       | Nie uczestniczyła       | Nie uczestniczyła       | Nie uczestniczyła       | Nie uczestniczyła       |     |              |              |              |
| 1949       |                         | 6                       | 4                       | 2                       |     |              |              |              |
| 1951       | 8                       | 8                       | 2                       | 6                       |     |              |              |              |
| 1953       | Nie uczestniczyła       | Nie uczestniczyła       | Nie uczestniczyła       | Nie uczestniczyła       |     |              |              |              |
| 1955       | Nie uczestniczyła       | Nie uczestniczyła       | Nie uczestniczyła       | Nie uczestniczyła       |     |              |              |              |
| 1957       | Nie uczestniczyła       | Nie uczestniczyła       | Nie uczestniczyła       | Nie uczestniczyła       |     |              |              |              |
| 1959       | Nie uczestniczyła       | Nie uczestniczyła       | Nie uczestniczyła       | Nie uczestniczyła       |     |              |              |              |
| 1961       | 17                      | 6                       | 2                       | 4                       |     |              |              |              |
| 1963       | Nie uczestniczyła       | Nie uczestniczyła       | Nie uczestniczyła       | Nie uczestniczyła       |     |              |              |              |
| 1965       | 8                       | 9                       | 5                       | 4                       |     |              |              |              |
| 1967       | 12                      | 9                       | 3                       | 6                       |     |              |              |              |
| 1969       | 10                      | 7                       | 2                       | 5                       | 4   | 3            | 1            |              |
| 1971       | Nie zakwalifikowała się | Nie zakwalifikowała się | Nie zakwalifikowała się | Nie zakwalifikowała się | 4   | 1            | 3            |              |
| 1973       | 11                      | 7                       | 2                       | 5                       | 10  | 8            | 2            |              |
| 1975       | 12                      | 7                       | 1                       | 6                       | 9   | 8            | 1            |              |
| 1977       | Nie zakwalifikowała się | Nie zakwalifikowała się | Nie zakwalifikowała się | Nie zakwalifikowała się | 5   | 2            | 3            |              |
| 1979       | 9                       | 8                       | 4                       | 4                       | 8   | 5            | 3            |              |
| 1981       | 9                       | 8                       | 2                       | 6                       | 8   | 8            | 0            |              |
| 1983       | 11                      | 7                       | 2                       | 5                       | 9   | 6            | 3            |              |
| 1985       | Nie zakwalifikowała się | Nie zakwalifikowała się | Nie zakwalifikowała się | Nie zakwalifikowała się |     |              |              |              |
| 1987       |                         | 8                       | 6                       | 2                       |     |              |              |              |
| 1989       |                         | 5                       | 3                       | 2                       | 6   | 6            | 0            |              |
| 1991       | 5                       | 5                       | 3                       | 2                       | 6   | 5            | 1            |              |
| 1993       | 4                       | 9                       | 5                       | 4                       | 6   | 5            | 1            |              |
| 1995       | 4                       | 9                       | 5                       | 4                       |     |              |              |              |
| 1997       | 4                       | 9                       | 7                       | 2                       | 10  | 9            | 1            |              |
| 1999       | 16                      | 3                       | 0                       | 3                       | 10  | 7            | 3            |              |
| 2001       | 9                       | 4                       | 2                       | 2                       | 10  | 9            | 1            |              |
| 2003       | 5                       | 6                       | 5                       | 1                       | 10  | 9            | 1            |              |
| 2005       |                         | 7                       | 6                       | 1                       |     |              |              |              |
| 2007       | 4                       | 9                       | 5                       | 4                       |     |              |              |              |
| 2009       |                         | 9                       | 6                       | 3                       |     |              |              |              |
| 2011       | 6                       | 11                      | 7                       | 4                       |     |              |              |              |
| 2013       | 11                      | 8                       | 4                       | 4                       |     |              |              |              |
| 2015       | 5                       | 8                       | 7                       | 1                       |     |              |              |              |
| 2017       | 8                       | 7                       | 3                       | 4                       |     |              |              |              |
| 2022       | 5                       | 7                       | 6                       | 1                       | 6   | 4            | 2            |              |
| Razem      | 28/41                   | 206                     | 109                     | 97                      | 126 | 98           | 28           |              |